# Stephen J. Dubner
Stephen J. Dubner, född 26 augusti 1963, är en amerikansk journalist och författare som skrivit sju böcker och flera artiklar. Dubner är mest känd för att, tillsammans med Steven Levitt, skrivit de populärekonomiska böckerna Freakonomics, SuperFreakonomics och Think Like a Freak. Som journalist har han skrivit för bland annat The New York Times Magazine, The New Yorker, och Time.